# XDXF
XDXF son las siglas de XML Dictionary eXchange Format, un formato XML para la definición de diccionarios. El objetivo del formato es ser fácilmente convertible desde y a otros formatos populares como Mova, PtkDic y StarDict. Actualmente el formato está en fase de desarrollo.

## Software
Existen múltiples programas que leen el formato XDXF, la mayoría de ellos bajo una licencia de software libre:
- Atlántida
- Easy XDXF Dictionary para iOS
- Qamus
- SimpleDict y sus sucesores GoldenDict y Stardict
- WiseDict
- XDClient.
- mDictionary para los sistemas operativos Maemo y MeeGo

## Alternativas
El formato dicML sirve para el mismo propósito. Actualmente ninguno de los dos formatos tiene una definición completa. Por ejemplo, XDXF no tiene elementos para anotar posibles hipenaciones, mientras el último borrador de dicML no incluye elementos para definir la etimología de las palabras.